# ويليام روبرتسون (لاعب كريكت)
ويليام روبرتسون (بالإنجليزية: William Robertson)‏ (4 مارس 1864 في نيوزيلندا - 5 أبريل 1912 في نيوزيلندا) هو لاعب كريكت نيوزلندي. شارك مع منتخب نيوزيلندا الوطني للكريكت. أما مع النوادي، فقد لعب مع فريق كانتربري للكريكت ‏.